# Si parla di Clara
Si parla di Clara (Man spricht über Jacqueline) è un film del 1937 diretto da Werner Hochbaum, basato su un romanzo del 1926 di Martha Albrand con lo pseudonimo di Katrina Holland.

## Produzione
Il film fu prodotto dalla Deka Film. Venne girato nel Brandeburgo, a Basdorf e a Machnow.
Le coreografie del film furono affidate a Sabine Ress.

## Distribuzione
In Germania il film uscì il 16 aprile 1937. Il 30 aprile fu presentato anche nei Paesi Bassi come Men spreekt over Jacqueline e il 3 luglio 1938 in Finlandia. In Cecoslovacchia il film fu distribuito dalla Tobis pújcovna filmú in versione doppiata.